# 神経診断学
神経診断学（しんけいしんだんがく）とは、神経学の考え方を臨床医学へ応用したものである。近年の医学は生活習慣病や悪性腫瘍といった慢性疾患のコントロールが主になり、かなり体系が変わってしまったが、難病が多く治療が確立していない神経疾患の分野ではまだ古典的な医学の考え方が色濃く残っている。古典的な医学の考え方とは、患者の症状を聞き、その主訴から解放することが医療者の務めであるという考え方である。現在、自覚症状が出ない病気が増えたため医師の業務は大きく変わり、いかに上手く検査を扱うかになっている。

## 神経学的診断のプロセス
神経疾患の診断は以下の3段階を経る。
病因的診断
症状の発症様式から病因を決定する
解剖学的診断
患者の愁訴及び神経学的診察所見から病変部位を決定する。
臨床的診断
病変部位、病因及び患者の年齢における疾患頻度などを基にして疾患を決定する。

## 病因的診断
まず神経疾患の主な病因を9つ挙げる。血管障害性、炎症性（感染及び免疫性）、占拠性（腫瘍性含む）、変性、遺伝性、機能性、脱髄性、代謝性及び中毒性、以上の9つに大体は分類できる。

### 病因的診断法
病因は発症様式によって決定される。神経内科では以下の6つに上記9つの病因を分類することができる。
突発完成発症型血管障害性
発症時刻（何時何分）を特定することができれば突発性という。突発完成発症型は1日以内に症状が完成する型であり、これは血管障害性である。脳血管障害が有名である。
突発再発性主に機能性
繰り返し起こっていれば再発性という。突発再発性には血管奇形、機能性（神経痛発作、てんかんなど）、代謝性（低血糖など）がある。
急性発症：感染症、免疫性、中毒性、代謝性
数日から1週間以内で症状が極期に至れば急性と診断する。感染症などの炎症性疾患が代表である。
急性再発性：脱髄性
多くの自己免疫性疾患、例えば多発性硬化症、神経ベーチェット病、重症筋無力症が含まれる。
亜急性発症：占拠性、感染性、免疫性
数週間から数ヶ月で極期に至れば亜急性と診断する。結核性、または真菌性の髄膜炎、脳腫瘍が代表である。
慢性（進行）性：遺伝性、変性
半年にわたってゆっくり進行すれば慢性と診断する。変性や遺伝性疾患が含まれる。遺伝性のうち劣性遺伝の形式をとるものは発症年齢が早く、例えばウィルソン病は10歳から25歳で発症する。優性遺伝のものは発症年齢が遅い、例えばハンチントン病は30～50歳で発症する。神経は遺伝性疾患が多いので家系図も重要である。

### 病因的診断のプロセス
救急診療を例に挙げる。頭痛を訴える患者が来たとしよう。救急では頭痛はクモ膜下出血か髄膜炎から考える。「感冒」「胃腸炎」と誤診するくらい元気に受診する患者がいる。「片頭痛」「高血圧性脳症」と誤診されることも多い。そのためクモ膜下出血を見つけるために以下の問診をする必要がある。
- すごく突然痛み出したのですか？
- こんなにひどい頭痛は初めてですか？

この2つの問診で「はい」と答えられたら、クモ膜下出血の疑いが高いので即座に頭部CTスキャンをする必要がある。髄膜炎などでは「次第に増強して我慢ができない」頭痛であり、頭痛が起こったとき何をしていましたかという質問に対してあいまいになったりする。

## 解剖学的診断の総論
まず第一に解剖学的診断と病因的診断が正しければ、臨床的診断を誤ることは少ない。臨床的診断の誤りは病因的な診断よりも解剖学的診断が原因のことが多い。画像上の異常を見つけたら、その局在で症状や身体所見が説明できるか、常に検討するべきである。神経内科において画像診断は補助診断であり、解剖学的診断を下すにあたっても神経学的所見が基本となる。また、パーキンソン症候群の疑いの患者で頭部CTをとったら、大脳基底核にラクナ梗塞と思われる所見があったという解剖学的診断だけで脳梗塞によるパーキンソン症候群と診断してはならない。少なくとも、病因的診断で血管性病変の発症パターンかどうか確認する必要がある。
基本方針
中枢神経の簡略図を描き、推定病変部を塗りこむ。
重要な経験則
病変部位はできるだけ小さくかつ一箇所にした方が誤診率は低くなる。

### 解剖学的診断のプロセス
まず、病変が中枢神経（大脳、脳幹、小脳、脊髄）か末梢神経（脳神経及び脊髄神経）か筋肉か、この3つのうちどれかを決定する。もし中枢神経系障害ならば、次に大脳から脳幹の障害か脊髄の障害なのかを決定する。中枢神経系、末梢神経系、筋肉の鑑別には筋萎縮、腱反射、感覚障害の三徴を重視すればおのずと明らかになる。
筋萎縮
筋疾患や下位運動ニューロン障害でおこるが、運動不足でも起こる。必ず左右差を比べる必要がある。
腱反射
合わせて病的反射もみる。麻痺筋のトーヌスも大事である。筋肉疾患では筋萎縮が高度になれば腱反射は消失するが、発症早期は腱反射は保たれる。
感覚障害
筋肉疾患では感覚が障害されることはない。末梢神経障害では運動神経と感覚神経が並走しているので通常は運動麻痺部に全感覚障害がおこる。中枢神経では感覚障害の様式は多様である。

## 解剖学的診断の各論

### 腱反射の診断
- 反射の種類 - 深部腱反射 表在反射 病的反射
- 反射の所見 - 亢進 正常 消失 または陽性 陰性

どの所見が病的意義を持つかは状況による。
深部腱反射
四肢の腱反射は亢進も消失も病的な意義をもつ。腱反射の亢進は反射弓より高位で皮質脊髄路（錐体路）が障害されていると考える。腱反射の消失は反射弓が障害されていることを意味し、求心路の感覚神経、遠心路の運動神経、反射弓の中枢である脊髄前角細胞の障害が考えられる。因みに反射弓とは筋紡錘→感覚神経: Ia群線維→後根→モノシナプス→前角細胞→前根→運動神経：α線維→筋肉を考える。
下顎反射は亢進だけが病的である。口を半開きにしてハンマーで叩いて口がどれだけ閉じるかをみる反射である。下顎反射の亢進は皮質橋路の両側性障害を意味し、嚥下・言語障害を伴う場合は仮性球麻痺と診断する。 深部腱反射の解釈についてはEBDによって以下のような原則が完成している。
原則としては次のように解釈すべきである。
- ある反射の下位運動ニューロンとは、その末梢神経とその脊髄分節である。この部位のどこかに疾患があれば、関連する反射が減弱、あるいは消失する。
- 上位運動ニューロンとは、その反射に関与する大脳皮質脊髄下行路である。この経路（大脳半球）の疾患はいずれも反射を亢進させる。
- 上位・下位の運動ニューロンのある脊髄部位では、病変部位にかかわる反射は消失し（下位運動ニューロン反応）、一方その病変部位以下の脊髄反射は全て亢進する（上位運動ニューロン反応）。

と原則は述べるが、反射の亢進や減弱は、それ単独では異常所見になりえない。腱反射は以下に述べるように条件を満たしたときに初めて臨床的な意義をもってよいのである。
- 反射が消失し、下位運動ニューロン疾患の所見（筋力低下、筋萎縮、線維束攣縮）がある
- 反射亢進があり、上位運動ニューロン疾患の所見（筋力低下、痙直、バビンスキー徴候）がある。
- 反射の振幅が非対称的である場合。これは反射減弱側の下位運動ニューロン疾患か、反射亢進側で上位運動ニューロン障害のどちらかが疑われる。
- 反射がそれよりも上位の脊髄部位の反射よりも異常に活発である場合。これは反射減弱部位と反射亢進部位間のどこかの脊髄レベルに脊髄疾患がある可能性を示唆している。

表在反射
最も重要なものは腹壁反射である。腹壁反射は消失のみが病的な意味合いをもつ。(+)と(-)だけで判定し、亢進の判定はしない。仰臥位で膝を軽く立てた状態で、つまよう枝やハンマーの柄を用いて、腹壁の長い距離を強く、速くこする（普通は上中下の3箇所）。すると臍が刺激されたほうにすばやく動いた場合に(+)としめす。腹壁反射の消失は錐体路障害と反射弓障害の両方でおこる。四肢の腱反射消失あるいは腹壁反射の一部だけ消失している場合は反射弓の障害を考え、四肢の腱反射が亢進している場合には錐体路障害を考える。
病的反射
錐体路の障害で特異的に出現する反射で病的反射と呼ばれる。足のバビンスキー反射、チャドック反射が代表である。最近はホフマン反射は病的反射ではないと考えられている。専門医以外の判定は陽性、陰性でよい。大事なことは腱反射の亢進がなくても病的反射が陽性ならば錐体路が障害されていると考えるべきである。錐体路が障害されると手にワルテンベルグ反射、膝、足関節にクローヌス（間代）が出現しやすくなるので必ず調べる。いずれも錐体路障害で脊髄反射が異常に亢進して起こる症候であり、判定は陽性、陰性である。一部の神経内科医はバビンスキー反射は次のように解釈する。錐体路の破壊的な病変、およびこの神経路を障害するいくつかの代謝性疾患で認められるものであり、その多くは精神状態の変化、例えば、髄膜炎、薬物中毒、腎不全、肝不全に伴うものである。この反射は4段階で記載する。Flexion（屈曲）,extension（伸展）,indifferent（なし）,equivocal（不定）である。錐体路の病変があるのに伸展しない（偽陰性反応）もみられるが、その原因は(1)脊髄性ショック(2)腓骨神経麻痺(3)足の屈筋を回避する錐体路疾患（上位運動ニューロン性の筋力低下が同側の上肢に限局する場合）である。

## 末梢神経障害
末梢神経は脳神経と脊髄神経に分かれる。末梢神経には運動、感覚、自律神経が含まれるがこの三機能を全て含む末梢神経から純粋運動神経など単一の機能しかもたないものまである。この書き方は次の意味も含まれる。末梢神経障害では運動神経も感覚神経も障害される。両者は解剖学的には同じ解剖学的線維を走っている（Ia線維とα線維が並走していると考える）のだから。また前根は運動神経と自律神経、後根は感覚神経と覚えておくと便利である。
末梢神経特有の神経症状と解剖学的診断
以下の神経徴候を認める場合、末梢神経障害を第一に考える。
- 腱反射の消失：末梢神経障害では反射弓が障害されていると早期に腱反射が消失する。
- 全感覚障害と筋萎縮の並存：感覚神経が障害されると温痛覚、振動覚など全感覚が障害され、運動神経が障害されると筋萎縮が生じる。
- 手袋・靴下型の全感覚障害：四肢遠位部に左右対称性に全感覚障害があればポリニューロパチー（多発神経障害）を考える。
- 弛緩性の麻痺筋：末梢神経障害では反射弓が障害されるために筋トーヌスが低下する。

末梢神経の解剖学的診断では
- 病巣が近位の神経根か遠位の末梢神経かを考える
- 単一、複数あるいは多数の末梢神経が障害されているかを考える

神経根の障害は根症（radiculopathy）、遠位の末梢神経障害ではニューロパチー、両方が障害されればradiculoneuropathyと診断する。単一の末梢神経障害は単神経炎（モノニューロパチー）、複数の末梢神経の障害は多発単神経炎（マルチプルモノニューロパチー）、左右対称に多くの末梢神経が障害されていれば多発神経炎（ポリニューロパチー）と診断する。

末梢神経近位部の神経根の障害では特徴的な症候がある。後根が障害されると髄節性の全感覚障害と神経根痛と呼ばれる疼痛が生じる。神経根痛障害と末梢神経障害では感覚分布が異なる。神経根の皮膚感覚支配領域は髄節性支配と呼ばれる。いわゆるデルマトームである。以下、臨床上重要なデルマトームをしめす。
- 後頭部C2、拇指C6、中指C7、乳頭Th4、臍Th10、母趾L5、肛門S5

四肢の一部分に感覚障害がある場合、障害範囲がこの髄節性支配に一致すれば神経根障害を考え、一致しなければ末梢神経を考える。神経根痛は自発痛のこともあるが、スパーリング徴候、ラセーグ徴候でピリッと放散する神経根痛を誘発することができる。